# ラ・グランハ宮殿

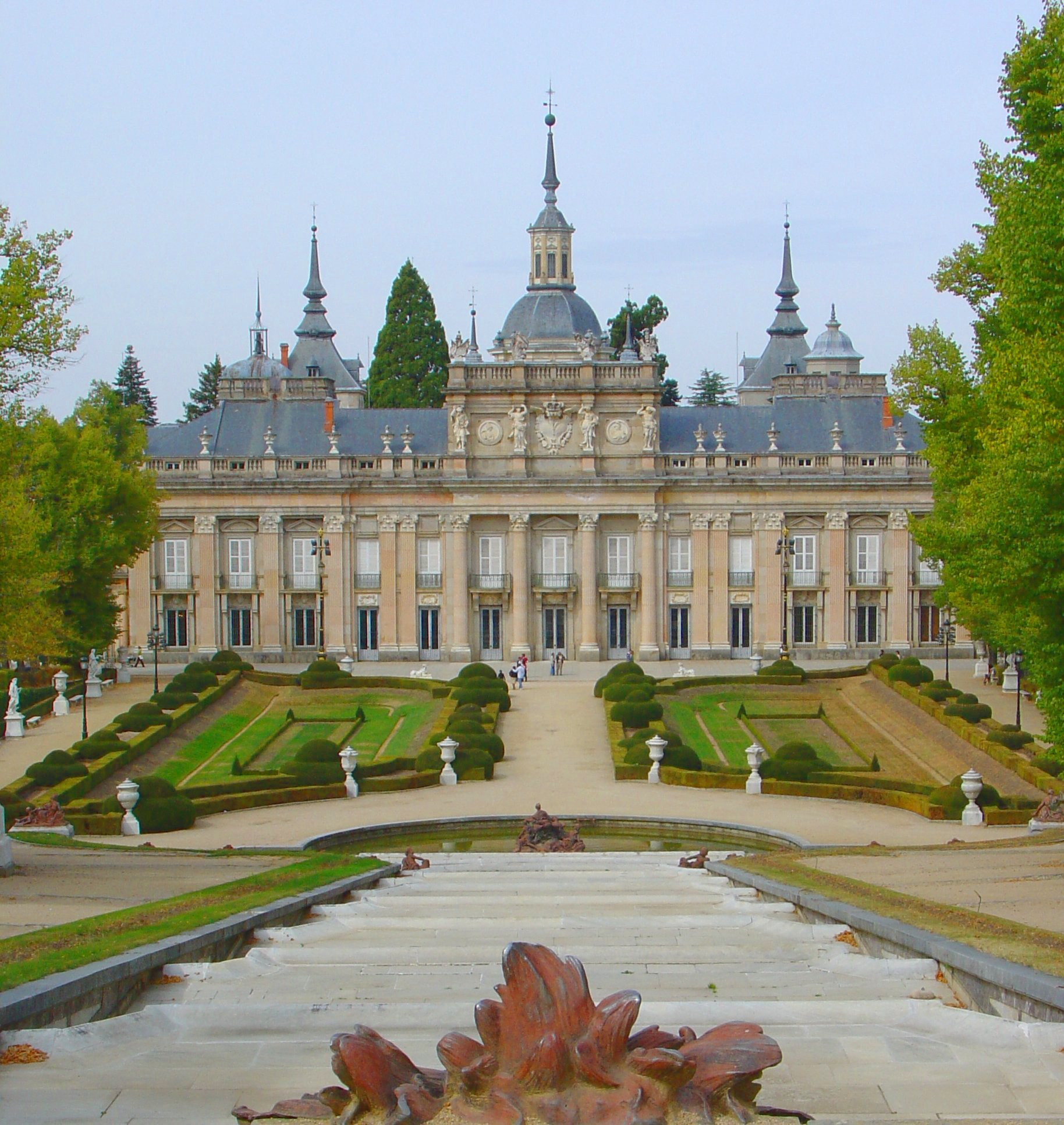
ラ・グランハ宮殿

ラ・グランハ・デ・サン・イルデフォンソ宮殿 （Palacio Real de La Granja de San Ildefonso）は、スペイン・カスティーリャ・イ・レオン州セゴビア県のレアル・シティオ・デ・サン・イルデフォンソにあるバロック様式の宮殿。マドリードの北約80キロの場所にある。フェリペ5世によって建設された。

## 歴史
グアダラーマ山脈の北丘陵前面に位置することから、この地は代々のカスティーリャ王たちに狩猟地として好まれてきた。15世紀、エンリケ4世は、この地に小さな教会堂を建て聖イルデフォンスス（スペイン語ではサン・イルデフォンソ）に奉納し、最初の狩猟用別荘を建てた。これが地名の由来である。女王イサベル1世は、この地に農場（granja）と救貧院を建て、2つをセゴビアの修道院に譲渡した。
1719年、この場所を僧侶から買い上げたのがフェリペ5世だった。バルサイン近郊にあった夏の離宮が火事で焼失した後、替わりとなる場所を探していたのである。1721年初め、フェリペは祖父であるフランス王ルイ14世の建てたヴェルサイユ宮殿をまねて、新たな宮殿と庭園の建設を命じた。ヴェルサイユのように、建物近くにクール・ドヌール（三方を建物に囲まれた中庭）を取り込み、主軸を宮殿へ集中させた、きちんと整理された庭園を造った。ヴェルサイユ同様、ラ・グランハは、宮廷からの隠退所として建てられたのがのちに宮廷の中心そのものとなった。
フェリペは、スペイン人建築家テオドーロ・アルデマンスにより慎ましやかな計画で始めた。第2段階で拡張されたファサードに向け礼拝堂を加えた。この工事は1728年から1734年にかけ、アンドレア・プロカッチーニとセンプロニオ・スビサティにより行われた。トリノから招聘されたフィリッポ・ジュヴァッラは、宮殿工事に明確な特徴を与えた。彼は、フェリペの2度目の王妃エリザベッタ・ファルネーゼ周囲の推薦をバックに働いた（彼を招聘し強力な後ろ盾となっていたのは、フェリペの最初の王妃マリア・ルイーザ・ディ・サヴォイアだった）。しかし、彼女の存命中から、フェリペのフランス嗜好が宮廷を支配するようになっていた。
1724年、フェリペ5世は退位して長男ルイス1世を即位させ、自身はラ・グランハへ引きこもった。しかし即位後1年もしないうちにルイス1世が病死したため、フェリペは王位に復帰した。次男フェルナンド（のちのフェルナンド6世）が幼いため、中継ぎのつもりであった。結果として、王が余生を過ごす静かな隠退所のはずだったラ・グランハは、臣下と宮廷が移り重要な政治中心地と化した。小さな町だったサン・イルデフォンソは、王の気に入りの王宮に近いところに住みたいという宮廷人らが集中し、人口と面積を拡大した。兵舎、大会堂が建てられた。  
教会は、フェリペ5世のハプスブルク家の先祖たちとは別の、自身の墓所として選ばれた。教会のフレスコ画はジョヴァンニ・バッティスタ・ティエポロによるもので、フランシスコ・バイエウにより完成されたが、これらは1918年の火事で損傷した。
フェリペの次男フェルナンド6世は亡くなるとき、サン・イルデフォンソの王宮とそれに付随する物全てを義母エリザベッタ・ファルネーゼへ遺産として残した。彼女が1766年に亡くなると、エリザベッタの長男カルロス3世の手に渡った。
次の200年間、ラ・グランハは夏の離宮、王族の多くの冠婚葬祭、公式行事や公的行事の場となった。
最近、ラ・グランハは多くの王領や宮殿同様に、パトリモニオ・ナショナル（政府の文化財保護外局）の管理下となった。

## 庭園
1500エーカー以上に広がり、宮殿を取り巻く庭園は18世紀ヨーロッパの庭園設計の良い見本例の一つとされる。フランスから公式に招聘された設計者ロベール・デ・コット、ルネ・カルリエの2人は、山からの自然の丘陵という条件を視覚的にも水の供給にも生かし、26個の彫刻が施された噴水を据え飾り立てた。精巧な『ディアナの浴槽』はいくつもの庭園の軸の焦点となった。長期に渡る鬱状態だったフェリペ5世は、「庭園には300万フランの費用がかかり、私を3分間楽しませてくれた」と感想を述べたという。
フランスからやってきた彫刻家たちは、庭で制作をした。ルネ・フレマン（1672年-1744年）は1738年までラ・グランハにいて、多くのびん型装飾と彫刻を制作し、これらは18世紀の傑作とみなされている。
噴水の彫刻は全て、ギリシャ神話、寓話、伝説を元にした古典的題材をテーマにして作られた。腐食を避けるため青銅を塗られたり白く漂白させ大理石に似せている。
最初につくられた給水設備と管状物は未だ機能を果たしている。設備は純粋に重力に頼り、40メートルの高さまで『ペルセウスとアンドロメダ』の噴水の水を噴き上げる。人工湖『エル・マール』は公園の最高地点にあり、貯水池の役を果たし設備全体に水圧をかけている。
今日では、数カ所の噴水のみ日ごとに動かしている。一年に二度、聖フェルナンドと聖ルイの聖名祝日に26箇所の噴水全てが稼働される。

## ギャラリー

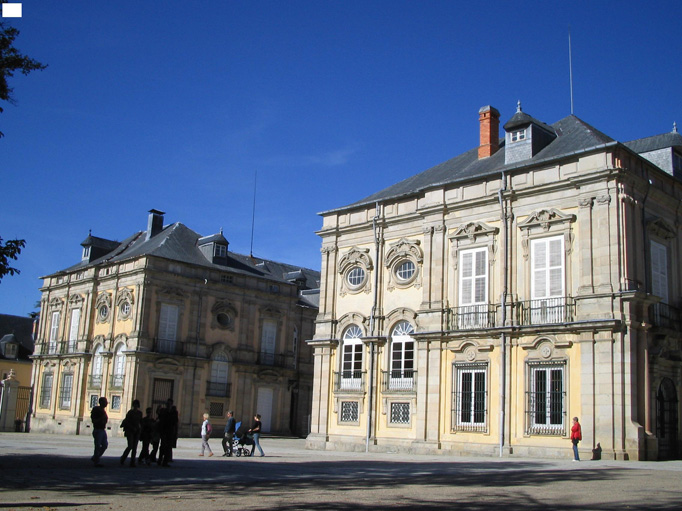
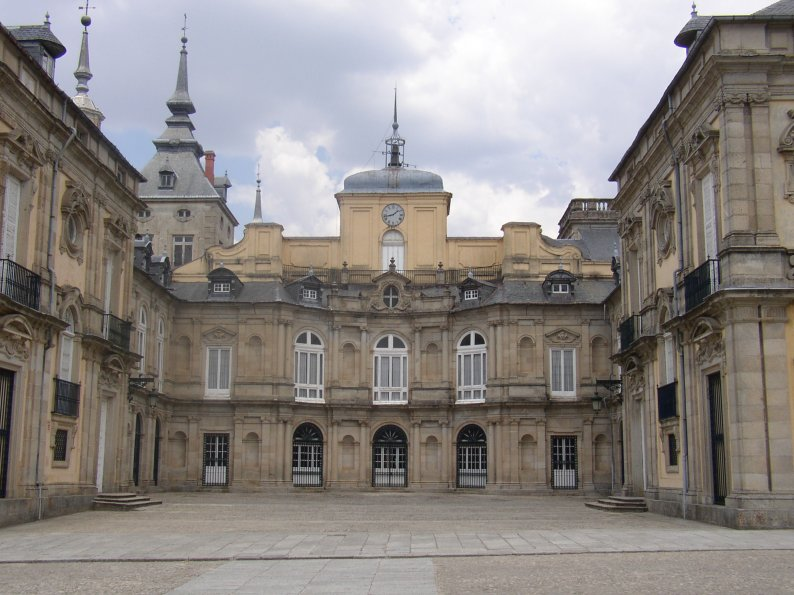
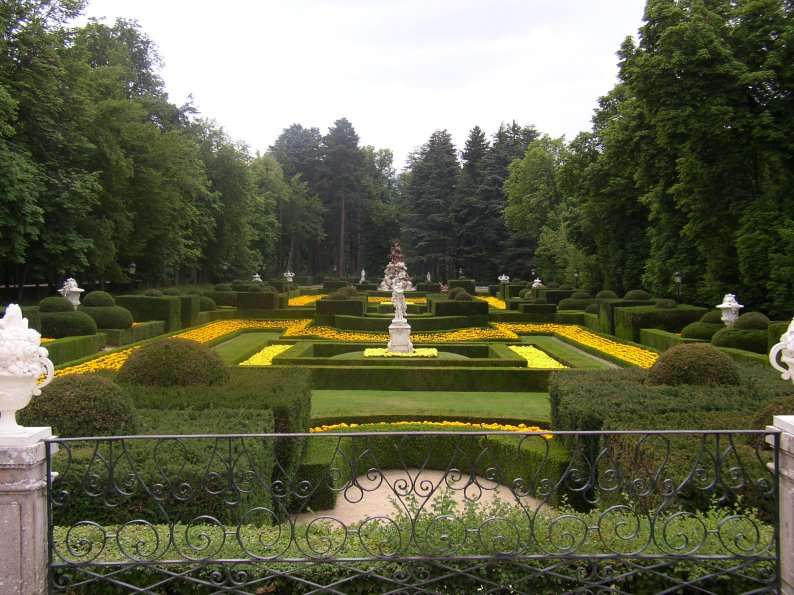
庭園
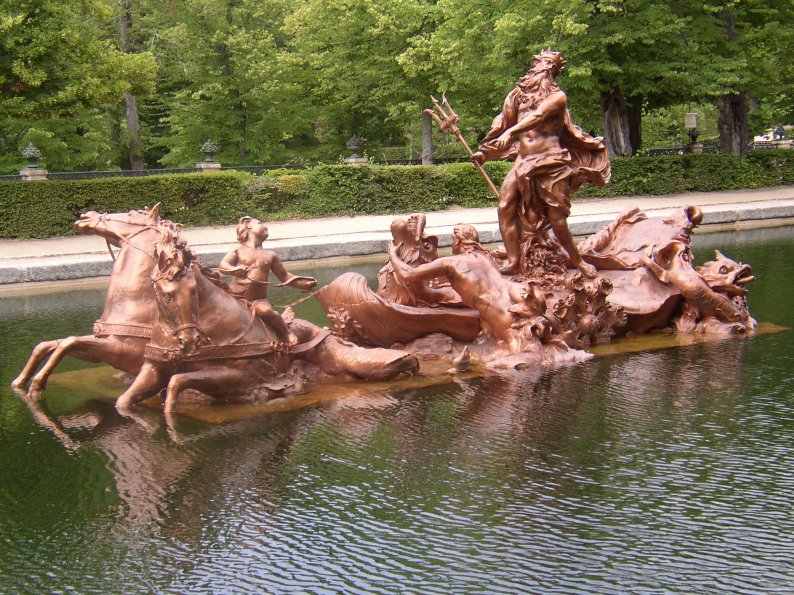